# Бахшиєв Роман Балага-огли
Рома́н Балага́-огли́ Бахши́єв (* 1979) — лейтенант Збройних сил України, учасник російсько-української війни.

## З життєпису
Народився 1979 року в Санкт-Петербурзі, родина походить із Ленкоранського району Азербайджану. 1988 року з батьками переїздить до Баку.
Займається спортом, майстер спорту з легкої атлетики, закінчив Азербайджанську державну академію фізичної культури та спорту, пройшов дійсну військову службу. 2011 переїхав до України, набув громадянства.
Вступив до лав ЗСУ, присвоєно звання лейтенанта.
Брав участь у боях проти терористів.
Призер Ігор нескорених-2020.

## Нагороди та вшанування
За особисту мужність, сумлінне та бездоганне служіння Українському народові, зразкове виконання військового обов'язку відзначений — нагороджений
- нагороджений орденом «За мужність» ІІІ ступеня (1.2.2017)[1]